# Faulkender Ridge
Faulkender Ridge ist ein 19 km langer und vereister Gebirgskamm im westantarktischen Marie-Byrd-Land. Im nordwestlichen Abschnitt der Kohler Range ragt er westlich des Horrall-Gletschers auf.
Der United States Geological Survey (USGS) kartierte ihn anhand eigener Vermessungen und Luftaufnahmen der United States Navy aus den Jahren von 1959 bis 1965. Das Advisory Committee on Antarctic Names benannte ihn 1967 nach DeWayne J. Faulkender (1934–1989), Topographieingenieur des USGS zur Erkundung des Marie-Byrd-Lands zwischen 1966 und 1967.